# Ivana Vuleta
Ivana Vuleta (serbiska: Ивана Вулета), född Španović den 10 maj 1990, är en serbisk friidrottare som tävlar i längdhopp.

## Karriär
2013 blev hon den första serbiska friidrottaren att vinna medalj i ett VM. Vuleta har det serbiska rekordet i längdhopp, både inomhus och utomhus, samt nationsrekordet inomhus i 60 meter och femkamp.
I mars 2022 vid inomhus-VM i Belgrad tog Vuleta guld i längdhoppstävlingen efter ett hopp på världsårsbästa 7,06 meter.

## Privatliv
I september 2021 gifte hon sig med Marko Vuleta och bytte då efternamn från Španović till Vuleta.